# 479年
| 千纪： | 1千纪                                                                                           |
| 世纪： | 4世纪 \| 5世纪 \| 6世纪                                                                         |
| 年代： | 440年代 \| 450年代 \| 460年代 \| 470年代 \| 480年代 \| 490年代 \| 500年代                       |
| 年份： | 474年 \| 475年 \| 476年 \| 477年 \| 478年 \| 479年 \| 480年 \| 481年 \| 482年 \| 483年 \| 484年 |
| 纪年： | 己未年（羊年）；北魏太和三年；南朝宋昇明三年；柔然永康十六年；南朝齐建元元年                    |

## 大事记
- 中国
  - 南朝宋為齊高帝蕭道成所代，南齊開國。

## 出生
- 苏小小，中国南北朝時期，生活在钱塘的著名歌妓。

## 逝世
- 劉準，南朝宋末任皇帝